# Прери Роуз (Северна Дакота)
Прери Роуз (енгл. Prairie Rose) град је у америчкој савезној држави Северна Дакота.

## Демографија
По попису из 2010. године број становника је 73, што је 5 (7,4%) становника више него 2000. године.
| Група             | 2000.       | 2010.       |
| Белци             | 68 (100,0%) | 73 (100,0%) |
| Афроамериканци    | 0 (0,0%)    | 0 (0,0%)    |
| Азијати           | 0 (0,0%)    | 0 (0,0%)    |
| Хиспаноамериканци | 0 (0,0%)    | 0 (0,0%)    |
| Укупно            | 68          | 73          |